# 줄리안느 아카데미
쥘리앙 아카데미(Académie Julian)는 프랑스 파리에 있었던 예술학교였다.

## 역사

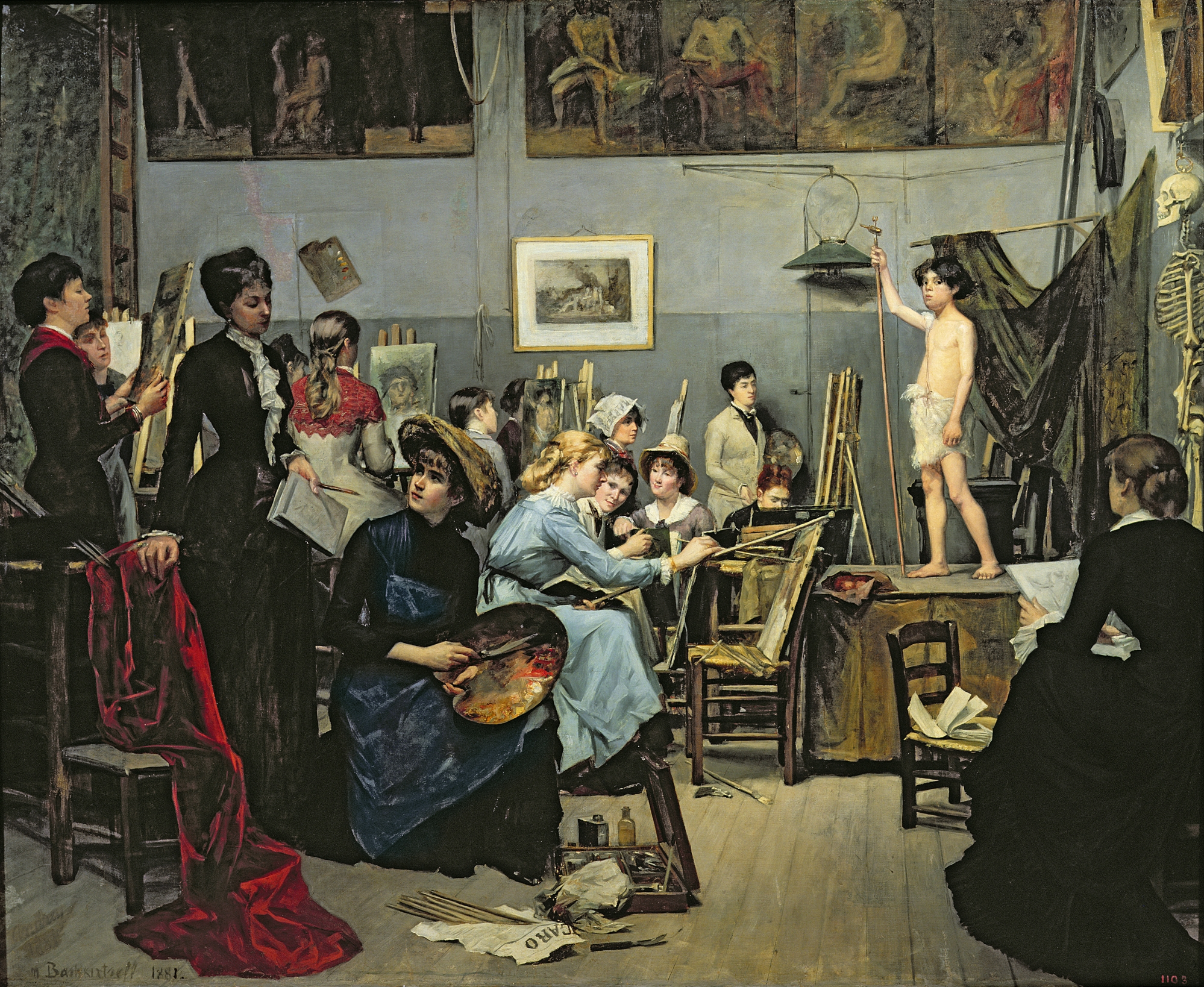
쥘리앙 아카데미 학생을 위한 스튜디오 매리 배쉬커프세프.

호돌프 쥘리앙는 예술 학생들을 위해 1868년에 파리 우안(강북)에 있는 파노라마 파사쥬(Passage des Panoramas)에 개인 스튜디오 학교인 쥘리앙 아카데미를 설립했다. 쥘리앙 아카데미는 학생들에게 파리에 있는 명문 국립순수예술학교 시험을 준비하게 하였고 또한 예술에 대한 독자적인 훈련과정을 제공했다. 그 당시에 여성은 국립순수예술학교에의 입학이 허용되지 않았지만, 새로 설립된 쥘리앙 아카데미는 여성들을 받아 드렸고, 그들에게 교육과 훈련과정을 제공했다.
남성과 여성은 따로따로 훈련하였으며, 여성도 남성처럼 같은 공부를 했다.
쥘리앙 아카데미는 1968년 파리에 있는 그래픽예술및인테리어디자인대학원(ESAG Penninghen)에 통합되었다.

## 같이 보기
- 에콜 드 파리
- 인상주의
- 입체주의
- 아르누보
- 야수파
- 아웃사이더 아트
- 근대 미술
- 모더니즘